# Mount Lamlam
Mount Lamlam är Guams högsta berg, 406 meter över havet. Det ligger i kommunen Agat, i den sydvästra delen av Guam, 18 km sydväst om huvudstaden Hagåtña. 